# Weggis
Weggis es una comuna suiza del cantón de Lucerna, situada en el distrito de Lucerna, en la rivera superior del lago de los Cuatro Cantones. Limita al norte con las comunas de Küssnacht am Rigi (SZ), Greppen y Arth (SZ), al este con Vitznau, al sur con Ennetbürgen (NW), Lucerna y Stansstad, y al oeste con Meggen.

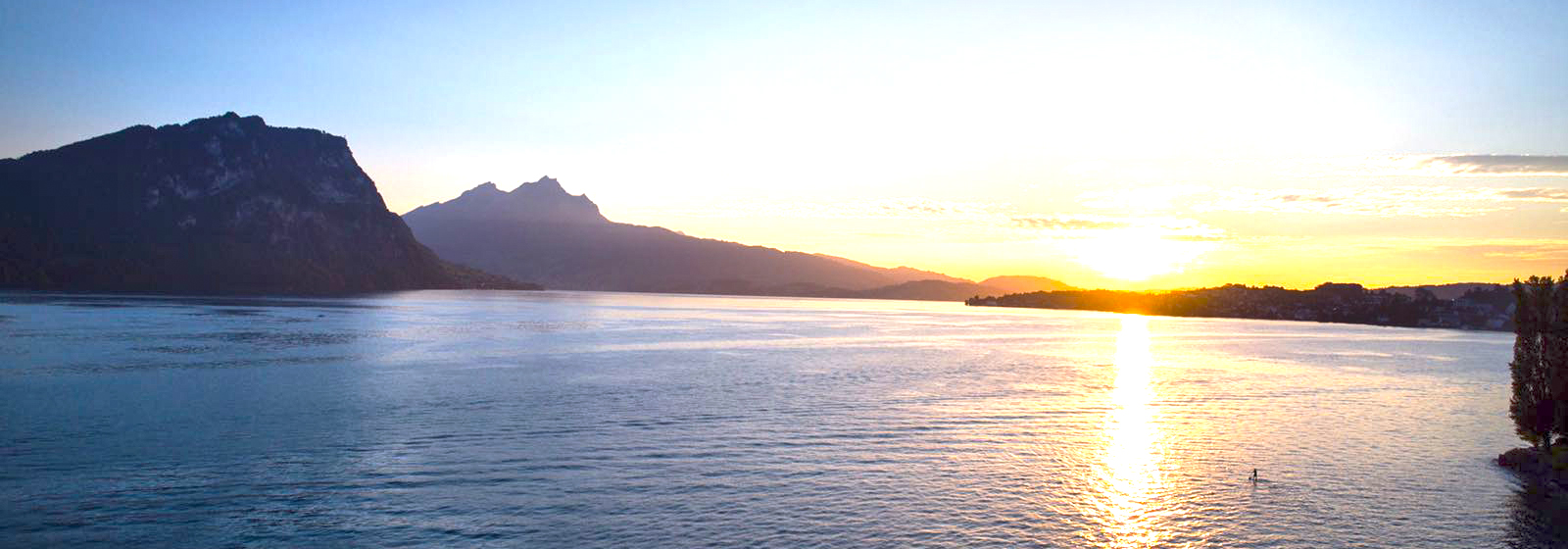
Monte Pilatus desde Weggis